# Atrichopogon fusculus
Atrichopogon fusculus är en tvåvingeart som först beskrevs av Daniel William Coquillett 1901.  Atrichopogon fusculus ingår i släktet Atrichopogon och familjen svidknott. Arten är reproducerande i Sverige. Inga underarter finns listade i Catalogue of Life.